# Administrasaun Autoridade Porturiu Timor-Leste

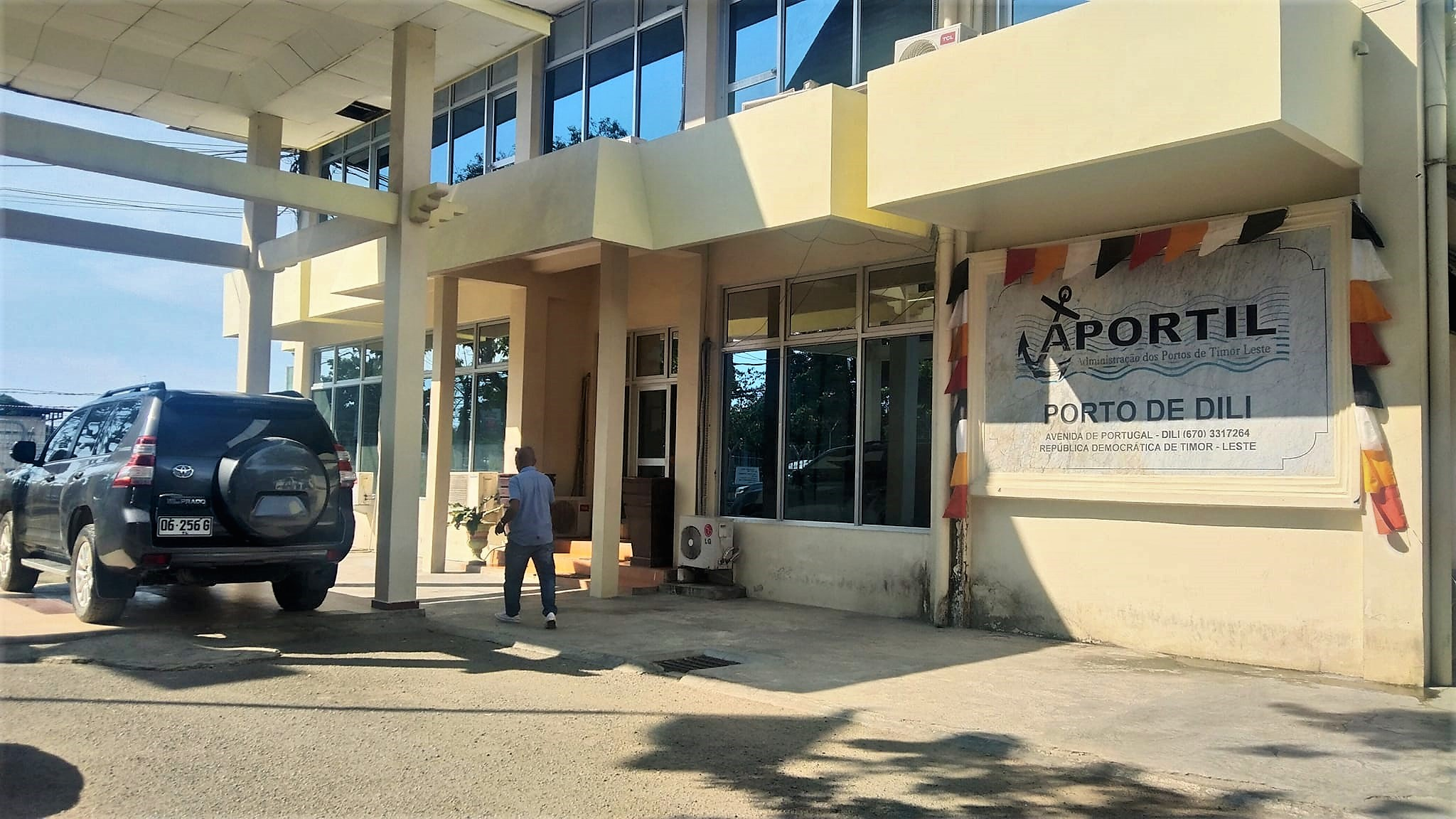
Sitz der APORTIL

Die Administrasaun Autoridade Porturiu Timor-Leste (APORTIL, portugiesisch Administração dos Portos de Timor-Leste) ist die staatliche Hafenbehörde Osttimors. Die Behörde ist dem Ministerium für Transport und Kommunikation unterstellt. Der Sitz der APORTIL befindet sich im Hafen von Motael.

## Hintergrund

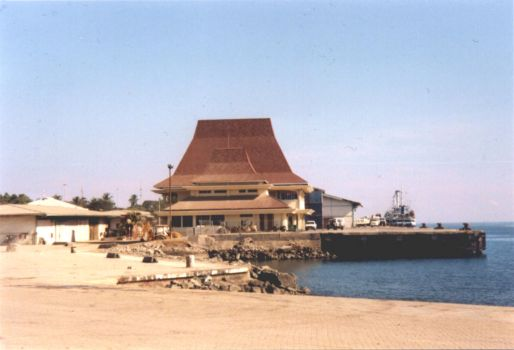
Ehemaliger Sitz der APORTIL mit einem Dach im timoresischen Still, im alten Hafen von Dili

Die APORTIL wurde mit dem Gesetz 3/2003 als eine Behörde mit  Rechtspersönlichkeit, Verwaltungs- und Finanzautonomie vom damaligen Direktorat für Seeverkehr abgetrennt.
Während das ebenfalls dem Transportministerium unterstellte Nationaldirektorat für Seeverkehr (DNTM Direcção Nacional de Transportes Marítimos) die Autorität über den Seeverkehr hat, hat die APORTIL die Hoheit über die Seehäfen und Ankerplätze des Landes, die sie auch betreibt. Dies sind Pante Macassar (Oe-Cusse Ambeno), Tibar, Motael, der Pertamina-Pier in Dili, Hera, Atauro, Karabela (Vemasse, Baucau), Com (Lautém), Betano, Beaco und Suai. In Dili gilt, unbeschadet der Rechte Dritter, die durch vor dem 1. Januar 1975 begründet wurden, das gesamte Gebiet, das den Hafen auf der Landseite umgibt, als von Hafeninteresse. Dies ist der tatsächliche Hafen, der von öffentlichen Straßen begrenzt und umzäunt ist. Zudem ein Streifen von 50 Metern landeinwärts, gerechnet von der Niedrigwasserlinie und der gesamte Küstenstreifen von Dili, der landeinwärts von der Küstenstraße begrenzt wird und zwischen dem zwischen dem Fluss Becora im Osten und dem Pertamina-Terminal im Westen liegt.
Die APORTIL verwaltet die Häfen in ihrem Zuständigkeitsbereich im Hinblick auf deren Erhaltung und wirtschaftliche Entwicklung, einschließlich der Ausübung von Zuständigkeiten und Vorrechten der Hafenbehörde, die bestehen oder entstehen werden, die ihr anvertraut sind oder werden. Sie ist zuständig für die Leitung, Verwaltung und Entwicklung der Häfen und öffentlichen Seegebiete in ihrem Zuständigkeitsbereich. Die APORTIL kümmert sich um den Bau, Erwerb, Erhaltung und Beaufsichtigung der See- und Landanlagen und der Ausrüstungen der Häfen an Land und auf dem Wasser.
Die APORTIL überwachen in ihrem Verantwortungsbereich die Einhaltung von Gesetzen, wofür ihre Beamten die Befugnis für Kontrollen haben.

## Struktur

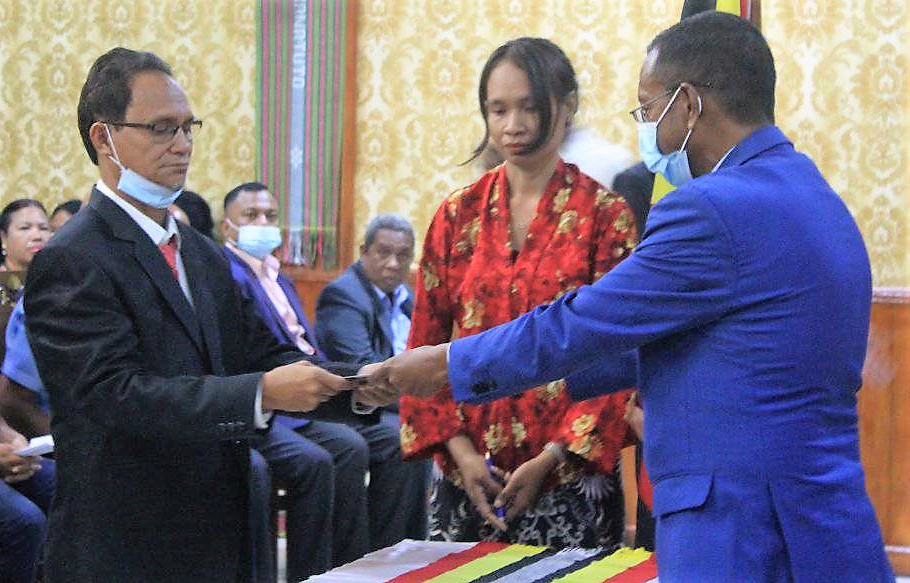
Ernennung von Lamartino de Oliveira (l.) zum APORTIL-Präsidenten

Der APORTIL steht ein Verwaltungsrat vor, mit einem Präsidenten als Vorsitzenden und zwei weiteren hauptamtlichen Mitgliedern. Sie werden auf Vorschlag des Transportministers vom Premierminister ernannt. Die Amtszeit beträgt drei Jahre und kann einmalig um weitere drei Jahre verlängert werden. 2019 wurde Flávio Cardoso Neves für drei Jahre zum Präsidenten des Rates der APORTIL ernannt. Ihm folgte am 25. Januar 2022 Lamartino de Oliveira.
Das zweite Organ der APORTIL ist der Prüfungsausschuss. Er setzt sich aus einem Vorsitzenden und zwei Mitgliedern zusammen, von denen eines ein Wirtschaftsprüfer ist. Die Mitglieder des Ausschusses werden gemeinsam vom Transport- und vom Finanzminister ernannt.